# Joëlle Schad
Joëlle Schad (Santo Domingo, 13 maart 1973) is een tennisspeelster uit de Dominicaanse Republiek.
Zij begon op zevenjarige leeftijd met het spelen van tennis, in navolging van haar oudere broer.
In 1996 nam Schad deel aan de Olympische zomerspelen in Atlanta aan het vrouwenenkelspel. Zij verloor in de eerste ronde
Tussen 1990 en 2013 nam zij 59 partijen deel aan de Fed Cup voor de Dominicaanse Republiek.
Schad kwam nooit uit op een grandslamtoernooi, maar speelde in 1991 wel op het meisjestoernooi van Wimbledon, waar zij de tweede ronde bereikte. Datzelfde jaar behaalde ze zilver bij het vrouwenenkelspel op de Pan American Games, en brons op het gemengd dubbelspel met Rafael Moreno.